# Длето
Длето или секач је ручни резни алат за сечење, а то је поступак којим се један до материјала одсеца или одваја од остатка материјала. Потребна сила за одвајање се постиже ударцима чекића. Зависно од материјала који се обрађује бира се секач који има одговарајући угао клина β секача, потребну дуљину и ширину.

## Настанак
Длето потиче још из праисторије. Било је карактеристично за горњи палеолит, али се јавља и у млађим периодима. Ово је уска алатка са кратким сечивом, која је служила за тесање или клиновање.
Длето је првобитно било од камена, а у каснијим периодима израђује се од бронзе, бакра и гвожђа.
Палеолитска кремена длета формирана су тако што се помоћу једног или више удара, уздужно одстрањује део ивице одбитка.
Место на коме се спаја платформа са које је извршено ретуширање са негативом одбитка длета представља радну ивицу оруђа, које се зове „зуб длета“ који је омогућвао да се помођу ове алатке врши урезивање и гравирање кости, рога или дрвета.
Зависно од тога са какве површине је изведено одвајање одбитка длета се могу поделити на:
- обична длета формирана на обичној неретушираној ивици,
- длета на прелому сечива или одбитка,
- длета на ретушираној ивици,
- диедарска длета (одбијање извршено на негативу претходно формираног длета).

Поједни типови длета типични су за поједине културе попут длета типа Ноаје, Вашон, Рес Басале.

## Секач за метал или легуре
Угао клина секача за метал добија се брушењем оштрице секача на брусној плочи, а контрола се изводи помоћу мерила угла оштрења алата. Главни делови секача су оштрица секача, тело секача и глава секача (место где удара чекић). Угао клина секача:
- меки метали од 30˚ до 35˚;
- меки челик од 50˚ до 60˚;
- тврди челик од 60˚ до 70˚.

### Подела
Врсте секача према намени:
- плоснати секач служи за сечење лимова и профила и за одвајање материјала;
- крстасти секач служи за израду утора и скидање дебљих слојева;
- секач за уторе с полуокруглом оштрицом служи за израду утора у клизним лежајима, удубљењима и слично;
- лучни секач има оштрицу у облику лука и служи за сечење лима на плочи и за кружна усецања у лиму;
- полукружни секач служи за исецање кружних површина из лима.[1]

### Углови на резном алату
Углови на резном алату одређују положај резне оштрице, односно положај предње и стражње површине резног дела алата. Означавање углова се врши грчким словима:
- γ – предњи или грудни угао; између предње површине алата и основне равни; при већем углу повољније одвођење честица, али слабија оштрица; величина грудног угла узрокује настанак и врсту струготине;
- β – угао клина; између предње и стражње површине; при мањем углу лакше продирање у материјал, али истовремено слабија оштрица;
- α – стражњи или леђни угао; између стражње површине алата и обрађене површине (тангента); увек већи од нуле да се смањи трење. За углове на резном алату вреди: α + β + γ = 90º.
- δ – угао резања је збир угла клина и леђног угла;
- ε – вршни угао; измеду главне и помоћне оштрице; увек се мери на предњој површини алата;
- κ – угао намештања главне оштрице; између главне оштрице и површине обратка у смеру обраде;
- λ – угао нагиба оштрице или угао одвођења струготине.[2]

#### Угао клина
Угао клина β је угао који затварају леђна и грудна површина алата. Угао клина зависи од материјала који се обрађује и поступка обраде. Уколико је мањи угао клина, при нормалном леђном углу, за продирање резног алата је потребна мања сила. Угао клина може бити утолико мањи, ако је материјал предмета мекши. Ако је угао клина превише мали долази до лома материјала оштрице алата. Подаци о величини угла клина могу се наћи у одговарајућим таблицама, а за поједини поступак обраде.

#### Леђни угао
Леђни угао α је угао између леђне површине резног алата и обрађене површине предмета обраде. Ако би он износио 0˚, леђна површина резног алата дирала би обрађену површину предмета обраде, што би доводило до великог трења, а тиме и загрејавања оштрице алата која би изгубила своју тврдоћу и трајност. Величина леђног угла мора осигурати слободно резање алата. Код обраде тврдих материјала појава трења је мања, па се за њих узимају мањи леђни углови, а већи углови клина.

## Длето типа ноаје
Ово је двострано латерално длето на ретушираном прелому. Негативи одбитка длета често се завршавају малим, ретушираним јамичастим удубљењем.
Типично је за горњи перигордијен у западној Европи.

## Чопер
Чопер (енгл. chopper: секач) је једно од најпримитивнијих палеолитичких (старије камено доба) оруђа, код којег је сечиво добивено једностраним (енг. chopper) или двостраним (енг. chopping tool) окресивањем једнога краја облутка. Служио је у различите сврхе, најчешће за дробљење и цепање тврђих материјала (кост, дрво).

## Зидарство
Зидарска длета су типично тешка, са релативно тупом главом која пробија и ломи, пре него да сече. Често кориштена као алати за рушење, она се постављају на ударну бушилицу, пнеуматски чекић, или се ручно ударају чекићом, обично тешким маљом са неколико килограма. Та длета нормално имају , , или 1-1/8" Hex везе. Типови зидарских длета су:
- Шпиц
- Равно длето
- Секачи асфалта
- Карбидни алити за бушење
- Ашов за глину
- Флексибилно длето
- Тампер

Клинасто длето има зашиљени руб за чишћење очврснутог малтера. Длето се држи једном руком и удара се чекићом. Правац оштрице длета одређује да ли оно дубоко засеца или се креће дуж површине састава.

## Жлебаста длета
Модерна жлебаста длета је слична обичним длетима, осим што ивица ножа није равна, већ је закривљена или нагнута по пресеку. Модерна верзија је генерално уздужно улегнута,  при чему оштрица и дршка типично имају исту дугу осу. Ако је косина ножа на спољној површини кривине, зазор се назива ванканалним, иначе је познат као канални. Длета са закошеном, уместо закривљене оштрице често се називају „V-длетима” или „ве”-алатима за растављање.
Геометрија сечива је дефинисана полу-стандардизованим системом нумерисања који се разликује међу произвођачима и земљама порекла. За свако длето наведен је „број замаха” који изражава део круга дефинисан кривом сечива. Тај идентифкатор је обично у опсегу од #1, за равно длето, до #9, за полукружно, са додатним специјализованим длетима при вишим бројевима, као што је #11 U-облика, и  v-алат или алат за раставње, који могу да имају чак и више бројеве, као што је #41. Оси замаха, длета су такође специфицирају по растојању од ивице једне оштрице до друге (то одговара величини круга дефинисаног ивицом сечива). Састављајући ове делове, користе се два броја да би се специфицарао облик ивице сечива, као што је „#7-20mm”. Неки произвођачи дају дијаграма на којима су графички приказани облици оштрица длета.